# Ferdinand de Braekeleer
Ferdinand de Braekeleer (Anvers (Marquesat d'Anvers) 12 de febrer de 1792 - Anvers (Bèlgica) 16 de maig de 1883), de vegades citat com a Ferdinand de Braeckeleer, va ser un pintor anversès. És conegut per les seves pintures històriques; hom l'anomena de vegades el Vell per diferenciar-lo del seu fill amb el mateix nom (Ferdinand de Braekeleer el Jove), també pintor.